# 1 João 2
1 João 2 é o segundo capítulo da Primeira Epístola de João, de autoria do Apóstolo João, que faz parte do Novo Testamento da Bíblia.

## Estrutura
I. Deus é vida e luz (continuação de 1 João 1)
1. Condições para a comunhão divina (continuação de 1 João 1)
a) Aceitar a Cristo como intercessor e sacrifício de propiciação, v. 1,2
2. A obediência é a prova da comunhão
a) Seguindo o exemplo de Cristo, v. 3-6
b) A obediência ao novo mandamento do amor é permanecer na luz, v. 7-11
3. Mensagem a diferentes classes de crentes acerca do conhecimento espiritual e de como vencer o maligno, v. 12-14
4. Advertência a quem ama o mundo, v. 15-17
5. O surgimento de anticristos, com sua apostasia e sua negação a Cristo, é sinal dos últimos tempos, v. 18-23
6. Exortação a permanecer na verdade, com garantia de que a unção divina proporcionará toda instrução necessária, v. 24-27
7. A constância nos dá confiança; a justiça é uma característica do novo nascimento, v. 28,29